# Danmarks U/19-fodboldlandshold
Danmarks U/19-fodboldlandshold eller U/19-landsholdet er et hold under Dansk Boldspil-Union (DBU), udvalgt blandt alle danske fodboldspillere under 19 år, til at repræsentere Danmark i internationale U/19 fodboldturneringer arrangeret af FIFA og UEFA samt i venskabskampe mod andre nationale fodboldforbunds udvalgte U/19 hold. Holdet blev stiftet som et U/18-hold, men dette blev ændret i 2001. I 2022 sæsonen var holdets topscorer Markus Lindholm Jacobsen med 16 mål i 12 kampe.

## U/18
| Udgave | Runde             | KS | V | U* | T | MF | MI |
| ------ | ----------------- | -- | - | -- | - | -- | -- |
| 1972   | Ikke kvalificeret | –  | – | –  | – | –  | –  |
| 1973   | Gruppespillet     | 3  | 0 | 0  | 3 | 4  | 7  |
| 1974   | Gruppespillet     | 3  | 2 | 0  | 1 | 9  | 4  |
| 1975   | Gruppespillet     | 3  | 1 | 2  | 0 | 6  | 5  |
| 1976   | Gruppespillet     | 3  | 2 | 0  | 1 | 8  | 7  |
| 1977   | Ikke kvalificeret | –  | – | –  | – | –  | –  |
| 1978   | Ikke kvalificeret | –  | – | –  | – | –  | –  |
| 1979   | Gruppespillet     | 3  | 1 | 0  | 2 | 3  | 4  |
| 1980   | Ikke kvalificeret | –  | – | –  | – | –  | –  |
| 1981   | Gruppespillet     | 3  | 1 | 1  | 1 | 5  | 5  |
| 1982   | Ikke kvalificeret | –  | – | –  | – | –  | –  |
| 1983   | Ikke kvalificeret | –  | – | –  | – | –  | –  |
| 1984   | Gruppespillet     | 3  | 0 | 1  | 2 | 2  | 6  |
| 1986   | Ikke kvalificeret | –  | – | –  | – | –  | –  |
| 1988   | 7./8.             | 2  | 0 | 1  | 1 | 1  | 3  |
| 1990   | Ikke kvalificeret | –  | – | –  | – | –  | –  |
| 1992   | Ikke kvalificeret | –  | – | –  | – | –  | –  |
| 1993   | Ikke kvalificeret | –  | – | –  | – | –  | –  |
| 1994   | Ikke kvalificeret | –  | – | –  | – | –  | –  |
| 1995   | Ikke kvalificeret | –  | – | –  | – | –  | –  |
| 1996   | Ikke kvalificeret | –  | – | –  | – | –  | –  |
| 1997   | Ikke kvalificeret | –  | – | –  | – | –  | –  |
| 1998   | Ikke kvalificeret | –  | – | –  | – | –  | –  |
| 1999   | Ikke kvalificeret | –  | – | –  | – | –  | –  |
| 2000   | Ikke kvalificeret | –  | – | –  | – | –  | –  |
| 2001   | Gruppespillet     | 3  | 0 | 0  | 3 | 2  | 6  |

*Uafgjorte inkluderer også straffesparkskonkurrencer, ligegyldigt resultatet af denne.
| Fodbold | Spire Denne artikel om et fodboldlandshold er en spire som bør udbygges. Du er velkommen til at hjælpe Wikipedia ved at udvide den. |